# 英格蘭都會郡和非都會郡
| 英格兰行政区 | 英格兰行政区 | 英格兰行政区 | 英格兰行政区 | 英格兰行政区 | 英格兰行政区             | 英格兰行政区 |
| ------------ | ------------ | ------------ | ------------ | ------------ | ------------------------ | ------------ |
| 主权国家     | 英国         | 英国         | 英国         | 英国         | 英国                     | 英国         |
| 构成国       | 英格兰       | 英格兰       | 英格兰       | 英格兰       | 英格兰                   | 英格兰       |
| 大区         | 大区         | 大区         | 大区         | 大区         | 大区                     | 大区         |
| 郡级（上层） | 伦敦城       | 倫敦郡       | 都會郡       | 非都会郡     | 单一管理郡/区 （单一层） | 锡利群岛     |
| 区级（下层） | 伦敦城       | 伦敦区       | 都会区       | 非都会区     | 单一管理郡/区 （单一层） | 锡利群岛     |
| 教区         | （无）       | （无）       | 民政教區     | 民政教區     | 民政教區                 | 民政教區     |

都會與非都會郡（Metropolitan and non-metropolitan counties）是英格蘭四種行政區劃層級的其中一級，為特定地方政府的管轄區域。此層級依當前的立法狀態而有多種不同的區劃型態。

## 目前的都市與非都市郡
| 英格蘭的都市與非都市郡 | |
| | |
| 1. 諾森伯蘭 * Northumberland 2. 泰恩-威爾 † Tyne and Wear 3. 達勒姆郡 * County Durham 4. 威斯特摩兰-弗内斯 * Westmorland and Furness 5. 坎伯兰 * Cumberland 6. 蘭開郡 Lancashire 7. 布萊克浦 * Blackpool 8. 布莱克本-達文 * Blackburn with Darwen 9. 西約克郡 † West Yorkshire 10. 北約克郡 * North Yorkshire 11. 達靈頓 * Darlington 12. 蒂斯河畔斯托克顿 * Stockton-on-Tees 13. 米德尔斯堡 * Middlesbrough 14. 哈特尔浦 * Hartlepool 15. 雷德卡-克利夫兰 * Redcar and Cleveland 16. 約克 * York 17. 約克郡東瑞丁 * East Riding of Yorkshire 18. 赫尔 * Kingston upon Hull 19. 北林肯郡 * North Lincolnshire 20. 東北林肯郡 * North East Lincolnshire 21. 林肯郡 Lincolnshire 22. 諾丁汉郡 Nottinghamshire 23. 諾丁汉 * Nottingham 24. 南約克郡 † South Yorkshire 25. 德比郡 Derbyshire 26. 德比 * Derby 27. 大曼彻斯特 † Greater Manchester 28. 默西賽德 † Merseyside 29. 霍尔顿 * Halton 30. 沃灵顿 * Warrington 31. 柴郡西-切斯特 * Cheshire West and Chester 32. 柴郡东 * Cheshire East 33. 什羅普郡 Shropshire 34. 特爾福德-雷金 * Telford and Wrekin 35. 斯塔福德郡 Staffordshire 36. 特倫特河畔斯托克 * Stoke-on-Trent 37. 西密德蘭郡 † West Midlands 38. 沃里克郡 Warwickshire 39. 萊斯特郡 Leicestershire 40. 萊斯特 * Leicester 41. 拉特蘭 * Rutland 42. 西北安普顿郡 * West Northamptonshire 43. 北北安普顿郡 * North Northamptonshire 44. 彼得伯勒 * Peterborough 45. 劍橋郡 Cambridgeshire | 1. 諾福克 Norfolk 2. 薩福克 Suffolk 3. 埃塞克斯 Essex 4. 濱海紹森德 * Southend-on-Sea 5. 瑟羅克 * Thurrock 6. 赫特福德郡 Hertfordshire 7. 贝德福德 * Bedford 8. 中百福郡 * Central Bedfordshire 9. 盧頓 * Luton 10. 米爾頓凱恩斯 * Milton Keynes 11. 白金漢郡 * Buckinghamshire 12. 牛津郡 Oxfordshire 13. 格洛斯特郡 Gloucestershire 14. 伍斯特郡 Worcestershire 15. 赫里福德郡 * Herefordshire 16. 南格洛斯特郡 * South Gloucestershire 17. 布里斯托尔 * Bristol 18. 北萨默塞特 * North Somerset 19. 巴斯-东北萨默塞特 * Bath and North East Somerset 20. 威尔特郡 * Wiltshire 21. 斯温顿 * Swindon 22. 伯克郡 ‡ Berkshire，包括： 西伯克郡 * West Berkshire 雷丁 * Reading 沃金厄姆 * Wokingham 布拉克内尔森林 * Bracknell Forest 温莎-梅登黑德 * Windsor and Maidenhead 斯劳 * Slough 23. 梅德韦 * Medway 24. 肯特 Kent 25. 東萨塞克斯 East Sussex 26. 布萊頓-霍夫 * Brighton and Hove 27. 西萨塞克斯 West Sussex 28. 薩里 Surrey 29. 漢普郡 Hampshire 30. 南安普敦 * Southampton 31. 朴茨茅斯 * Portsmouth 32. 怀特島 * Isle of Wight 33. 多塞特 * Dorset 34. 伯恩茅斯-克赖斯特彻奇-普尔 * Bournemouth, Christchurch and Poole 35. 萨默塞特 * Somerset 36. 德文郡 Devon 37. 托貝 * Torbay 38. 普利茅斯 * Plymouth 39. 康沃爾 * Cornwall |

* 單一管理區

† 都市郡，無郡理事會（county council，負責管理郡的地方政府）

‡ 非都市郡，無郡理事會

### 都市郡
英格蘭的都市郡包括大曼彻斯特、默西塞德郡、南約克郡、泰恩-威爾郡、西密德蘭郡與西約克郡。各郡人口大約為120到280萬之間。柴契爾政府在1986年廢止了都市郡的郡理事會（county council），不過這些郡依然合法地存在。都市郡具有某些管理與地理上的作用，且仍屬於名譽郡（ceremonial county）成員。過去郡理事會的權力大多已轉移到各郡所屬的都市自治市镇（metropolitan borough），因此这些都市自治市镇也可以视为單一管理區（unitary authority）；不過有些事務如急難救助、民防、公共運輸等機能，仍然以都市郡作為其運作範圍。

### 大倫敦
大倫敦管理區（Greater London administrative area）與大倫敦議會（Greater London Council）是在1965年，依據1963年倫敦政府法令（London Government Act 1963）所建立。而大倫敦議會又於1986年與都市郡議會同時廢除。從2000年開始，大倫敦開始選舉倫敦議會（London Assembly）與倫敦市長（Mayor of London），並使倫敦成為一個區域（region）。

### 非都市郡
非都市郡起源自《1972年地方政府法案》，在法案中，除规定的6个都市郡外的所有郡都被称为非都市郡，这些非都市郡都是二级行政区划的上层，也就是说，非都市郡下辖有非都市区。但在此后的1995-1998年、2009年以及2019-2023年的地方政府改革中，部分非都市郡的一个或几个区、甚至整体被改制为一个或几个单层级的行政区，被称为“单一管理区”。
因此，“非都市郡”的定义并不统一：广义的非都市郡指的是指除6个都市郡以及大伦敦、锡利群岛等特殊行政区划之外的其他二层级中的上层行政区或单层行政区，一共有78个，这个定义也同时包含了单层级的“单一管理区”；而狭义的非都市郡则在广义非都市郡基础上将行政区限制为下辖多于一個區（district）的郡，一共有22个；此外还有一种非官方的称谓为“郊鄉郡”（英語：Shire County），郡名中不一定會有「shire」，一共有21个，这种郡一般要求擁有郡理事會，因此郊鄉郡有时不包含伯克郡，因为其郡理事会在1998年撤销。各郡人口一般介于10.9万和140萬之間
上文提到的21个“郊乡郡”包括劍橋郡、德比郡、德文郡、東萨塞克斯、埃塞克斯郡、格洛斯特郡、漢普郡、赫特福德郡、肯特郡、蘭開郡、萊斯特郡、林肯郡、諾福克郡、諾丁汉郡、牛津郡、斯塔福德郡、薩福克郡、薩里、沃里克郡、西萨塞克斯以及伍斯特郡。

### 單一管理區
單一管理區是指含有單一理事會的行政区划，一共有62个，可以分为三类。
第一类单一管理区原为伯克郡下辖的非都市区，共有6个，包括布拉克内尔森林、西伯克郡、雷丁、沃金厄姆、温莎-梅登黑德以及斯劳。
第二类单一管理区被视为改制自区，也就是说，其理事会被视为不受郡理事会管辖的区理事会，共有45个，包括巴斯-東北薩默塞特、布莱克本-達文、布萊克浦、伯恩茅斯-基督城-普尔 、布萊頓-霍夫、布里斯托、达灵顿、德比、約克郡東瑞丁、哈尔顿、哈特尔浦、赫尔、萊斯特、盧頓、梅德韦、米德尔斯堡、米爾頓凱恩斯、東北林肯郡、北林肯郡、北萨默赛特、諾丁汉、彼得伯勒、普利茅斯、朴茨茅斯、雷德卡-克利夫兰、拉特蘭、南格洛斯特郡、南安普顿、濱海紹森德、蒂斯河畔斯托克顿、特倫特河畔斯托克、斯温顿、特爾福德-雷金、瑟羅克、托貝、沃靈頓、約克、贝德福德、中贝德福德郡、柴郡东、柴郡西-切斯特、西北安普顿郡、北北安普顿郡、坎伯兰以及威斯特摩兰-弗内斯。
第三类单一管理区被视为改制自郡，也就是说其理事会视为郡理事會，且其辖区下不设區理事會，共有11个，包括白金漢郡、康沃爾、多塞特、達勒姆郡、诺森伯兰、什羅普郡、威尔特郡、怀特島、赫里福德郡、北约克郡以及萨默塞特。實際上，第二类及第三类的兩種理事會的作用相同。

#### 类似行政区
錫利群島的理事会成立于1890年，自1930年起就拥有郡理事会的权力并承担其责任且不受1972年地方政府改革的影响，是特殊的（英語：Sui generis）的单一层级行政区。但由于单一管理区一般指1992年地方政府改革以来设立的单一层级行政区，因此锡利群岛一般不视为单一管理区。
36个都市区（或称为都市自治市镇）虽因为所属的都市郡不设理事会且拥有大量下放的权力，但由于部分公共服务需要由以都市郡为单位组成的联合当局提供，所以一般不计入单一管理区。
此外，虽然大伦敦区域内的伦敦市法团以及32个伦敦自治市镇的理事会被视为其辖区内唯一的地方政府（大伦敦当局不被视为地方政府），但由于其权力依然需要与大伦敦当局共享，因此伦敦市以及伦敦自治市镇一般也不被视为单一管理区。

## 地方政府 - 職能與權限
| 行政類別                 | 上層政府單位（郡層級） | 下層政府單位（區層級） |
| ------------------------ | --- | --- |
| 非都會郡 / 非都市區      | 廢物管理、教育、圖書館、社會工作、公共運輸、戰略規劃、消費者保護 | 住房、廢物收集、理事會稅收、地方規劃、建築許可、墳場及火葬場 |
| 單一管理區               | 住房、廢物管理、廢物收集、理事會稅收徵管、教育、圖書館、社會工作、公共運輸、地方規劃、保護消費者、特許經營、墳場及火葬場†                                                                                 | 住房、廢物管理、廢物收集、理事會稅收徵管、教育、圖書館、社會工作、公共運輸、地方規劃、保護消費者、特許經營、墳場及火葬場†                                                                                 |
| (都市郡) / 都市區        | 郡議會撤銷後，公共運輸、地方戰略規劃、區域發展、治安警務、消防等以上由聯合法人機構（委任分權機構）代為權限 。 住房、廢物收集、理事會稅收徵管、教育、圖書館、社會工作、保護消費者、建築許可、墳場及火葬場† | 郡議會撤銷後，公共運輸、地方戰略規劃、區域發展、治安警務、消防等以上由聯合法人機構（委任分權機構）代為權限 。 住房、廢物收集、理事會稅收徵管、教育、圖書館、社會工作、保護消費者、建築許可、墳場及火葬場† |
| 大倫敦 / 倫敦城 / 自治區 | 公共運輸、戰略規劃、區域發展、治安警務、消防 | 住房、廢物收集、理事會稅收徵管、教育、圖書館、社會工作、地方規劃，消費者保護、營業許可、墳場及火葬場† |

參照下：

## 其他

### 名譽郡
名譽郡又被稱為「地理學上的郡」，目前共有48個。

## 外部連結
- European Parliamentary Elections Act 1999 - Schedule 2 - Electoral Regions in England （页面存档备份，存于） listing many counties extant at that date